# BRAVE10
『BRAVE10』（ブレイブ・テン）は、霜月かいりによる日本の漫画。『コミックフラッパー』（連載当初メディアファクトリー、現在はKADOKAWA刊）の2006年11月号から2011年1月号まで連載。その後、『BRAVE10 S』（ブレイブ・テン・スパイラル）として、同社『月刊コミックジーン』の2011年7月号（創刊号）から2016年4月号まで連載された。また、同誌にて、2016年7月号から2017年2月号まで各キャラクターにスポットを当てた外伝の『BRAVE10 〜戯〜』が連載、2020年6月号から2020年9月号まで本編で語られなかった空白の日々の『BRAVE10 〜暁〜』が連載。
2007年11月21日にはマリン・エンタテインメントからドラマCDが発売。コミックスは2011年1月現在、全8巻（第一部）発売中。『月刊コミックジーン』2011年8月号にてテレビアニメ化が発表され、2012年1月から3月まで放送された。
2017年6月に舞台化作品第一作目である舞台『BRAVE10』が上演された。2018年7月に第二作目である舞台『BRAVE10 燭〜ともしび〜』が上演された。2020年9月に第三作目舞台『BRAVE10〜昇焉〜』が上演された。

## あらすじ
関ヶ原の戦いが始まるおよそ1年前。伊賀の忍者・霧隠才蔵は、出雲の巫女・伊佐那海と出会う。伊佐那海は襲撃者に全てを焼かれ、信州の真田幸村を頼ろうとしているところであった。そして真田は10人の同志を集めている最中であった。この世の根源となる10の属性を宿した超人的な忍術の使い手たちは、真田の元に集まり、伊佐那海の奇魂を狙う者たちと戦うのだった。

## 登場人物
※声の記述は、ドラマCD版 / テレビアニメ版の順。

### 真田十勇士
霧隠才蔵（きりがくれ さいぞう）
声 - 森川智之 / 小野大輔
主人公、19歳、身長：178センチメートル、体重：66キログラム、B型
伊賀の里出身の伊賀忍者。異名は摩利支天であり、暗殺を生業としてきた。ある日伊佐那海と出会い、紆余曲折を経て、真田十勇士の1人となり、第一部終盤では佐助の推薦で十勇士の与頭（リーダー）に推薦される。癖の強い面子の多い十勇士の中では割と常識人であるため、損な役回りをさせられることもある。武器は巨大クナイ「摩利包丁」であったが、第一部終盤で壊れてしまい、第二部からは刀「極光神威」を新調している。術を使うときに唱えることがある真言は「オン マリシエイ ソワカ」。甲賀忍者が嫌い。アナとは同郷の幼馴染。作者にはニートと呼ばれている。30歳以上はオッサンと認識しているらしい。
技： 奥義 天唾返し（てんだがえし） / 瞬光（しゅんこう） / 忍法 五月雨（さみだれ） / 伊賀流投術 光陰（こういん） / 一閃（いっせん） / 忍法霧隠式 陽炎斬（ようえんざん） / 忍法 隼落とし（はやぶさおとし） / 忍法霧隠式 砕氷斬（さいひょうざん）
10の根源の力のうち、光に相当する。
伊佐那海（いさなみ）
声 - 植田佳奈 / 佐藤利奈
ヒロイン、16歳、出雲の巫女。正体は戦慄の女神イザナミノミコト。赤ん坊の頃、出雲大社の鳥居の下に捨てられていたところを三好清海入道に発見され、巫女として神主に育てられた。出雲大社を徳川の刺客によって焼かれ、真田幸村の元へと逃げ延びて身を置いたことから、真田十勇士の1人となる。
自身に危機が迫った際には周囲にブラックホールのような力が発動し、それに飲み込まれたものは枯れ果てるか消滅する。神主から預けられた翡翠の奇魂の簪は伊佐那海の本来の力を抑えるものであることからその奇魂を狙われ、伊達政宗に誘拐される。
舞が得意で、立てられた竹竿の上に寸分たがわず着地する程身が軽い。大食漢で、好物は蕎麦と甘いもの。才蔵に好意を寄せている。本人はアナの爆乳を羨ましがっているが、そこまで貧相というわけではなく、むしろ肉付きは良い。原作では下半身に何も履いておらず、男性の前で秘所を晒すことに何の抵抗も無い。
『S』からは自分も強くなるという決意を秘め、鉄扇を武器にしている。
技： 名称不明
10の根源の力のうち、闇に相当する。
猿飛佐助（さるとび さすけ）
声 - 福山潤 / 柿原徹也
真田忍隊の頭を務める甲賀忍者で、真田十勇士の1人。茶髪の少年で、常に緑の忍者装束に身を包んでいる。真田幸村への忠誠心は厚く、忍隊を率いて真田の地を守ることを誇りとしている。カタコト口調。かなり照れ屋な性格。動物を操る能力に長けており、森に棲む狼や猿、鳥などを多数従えている。ミミズク（蒼刃、朱刃）や鼬（雨春、多雨）を飼っており、動物達との会話能力も持っている。身のこなしが軽く、苦無や体術を駆使する。伊賀忍者が嫌いな反面、才蔵やアナスタシアの実力を認めており、信頼を寄せている。
技： 甲賀転身術 鎌鼬（カマイタチ）
10の根源の力のうち、草に相当する。
海野六郎（うんの ろくろう）
声 - 木内秀信 / 神谷浩史
真田幸村の小姓であり、真田十勇士の1人（事実上のリーダー格）。真田家に代々使える術師の一族。幼い頃から幸村に付き従い、破天荒な彼の言動を諌めることも多い。冷静沈着な性格だが怒らせると怖く、主である幸村にすらお仕置きを行うこともある。口から超音波らしきものを放って鼓膜を揺らしたり、防壁を作る。武器の寸鉄は、着物の装飾品と合わせることで鞭のように振るえる。包帯を巻いて隠している右目は「水紋の眼」と呼ばれ、見たものや相手の記憶などを写し取って記憶する力があり、幸村と「その右目を誰にも触らすな」と約束していた。アナに裏切られた際には、記憶情報が敵の手に渡ることを防ぐために自ら右目を潰したうえ、以後は海野家の継嗣に伝えられる一子相伝の神玉「蒼玉髄」を埋め込み、同時にその能力である「水」を操る力を得た。
後に霜月がコミックゼノンに掲載する『アーサーブライト』では第1話に真田軍副将として登場している。
技： 名称不明
10の根源の力のうち、水に相当する。
アナスタシア
声 - 近野真昼 / 浅川悠
南蛮人の金髪爆乳くノ一（伊賀忍者）であり、才蔵の幼馴染。通称アナ（漢字では「亜那」）。異名は、氷華のアナスタシア。ロシアと思しき雪国の裕福な家庭の子女として生を受けるが、海難事故に遭って日本に漂着し、伊賀の忍者の里で拾われ、くノ一となった。真田幸村の寝首を掻こうとしたところを返り討ちにされて十勇士の一員となる。妖艶な外見を持ち、相手をからかう様な口調で会話することも多い。特に初心な佐助をしょっちゅうイジっている。
実は伊賀異形五人衆の1人で、反間（二重スパイ）を務めていた。六郎の右目を奪おうとするも失敗し、佐助と才蔵の追撃を逃れて一時行方をくらました後、半蔵から十勇士抹殺の命を受けて上田に敵として舞い戻る。根津甚八を襲撃するも敗れ、再び十勇士に加わった。『S』での才蔵との会話から、幸村とは何らかの約束を交わしているようだが、詳細は不明。
異名通り氷の術を使うが、術の発動には霧や川などの多量の水分を必要とする。作中では敵に捕らわれる、犯されそうになる、手酷い攻撃を受ける、敗北するなど悲惨な目に遭うことが多いが、術の威力と汎用性は高く、地の利を得た場合の攻撃力は非常に高い。
技： 伊賀亜流氷術 絶海（ぜっかい） / 伊賀亜流氷術 槍氷華（そうひょうが） / 伊賀亜流氷術 極氷棺（ごくひょうかん） / 伊賀亜流忍術 氷葬（ひょうそう） / 伊賀亜流氷術 獄氷筍（ごくひょうじゅん） / 伊賀亜流氷術奥義 永久凍土（ヴェーチナ・ミョールズヌチ）
10の根源の力のうち、氷に相当する。
筧十蔵（かけい じゅうぞう）
声 - 藤原啓治 / 置鮎龍太郎
真田幸村の家臣であり、真田十勇士の1人。種子島による射撃の腕に長け、狙撃も得意とする。紗綾（さあや）を携帯し、その他に仕込み銃も持っている。生真面目で不器用な性格のため、女性との戦いでは躊躇することもある。幸村に命じられて諸国を廻った後に上田へ戻ってきたが、後に清海に壊された銃に代わる新たな銃を求め、自らの意志で再び出た旅の道中で根津甚八に出会い、意気投合する。大酒飲みのザル。高所恐怖症。
『S』では新たに「琥珀」と名付けた火縄銃を持っており、十番仕合では2丁の短筒（拳銃）を使用していた。
技： 名称不明
10の根源の力のうち、金に相当する。
由利鎌之介（ゆり かまのすけ）
声 - 高城元気
19歳。才蔵より5か月早い夏生まれ。170cm。52kg。性別不明の元山賊（作者公式Twitterで女性キャラのバストを比較した際にも名前が挙がらなかった）。出雲へ行く途中の才蔵達を、足を挫いた女性のふりをして襲った。作者曰く「変態」で、血を見ると異様なまでに興奮し、戦うことに快楽を感じている。
才蔵に強い興味と好意（?）を寄せ、彼と戦うために上田までやってきて真田十勇士の一員となった。伊佐那海とは犬猿の仲。紅く長い髪を持ち、左目には刺青をいれている。
才蔵や幸村には女だと思われており、朽葉の幻術の中では姫として扱われていたが、本人は男であると主張している。しかし、才蔵に一瞬恋心のような憧憬を抱き、「なんなんだこの気持ちは」と驚く描写もある。
武器は鎖鎌で、風を自在に操ることができる。
技： 由利鎖鎌奥義 一目連（ひとつめのむらじ） / 由利鎖鎌奥義 風神掌（ふうじんしょう） / 巨旋風（おおつむじ） / 由利鎖鎌奥義 破裏鎌（はりけん） / 由利鎖鎌奥義 大追風（おおおいて）
10の根源の力のうち、風に相当する。
三好清海入道（みよし せいかいにゅうどう）
声 - 田中一成、庄司宇芽香（少年時）
自称・伊佐那海の兄で、出雲大社の鳥居の下に捨てられていた彼女を最初に見つけた。筋骨隆々の巨漢ではあるが顔立ちは整っており、幼少期には紅顔の美少年であった。伊佐那海と同じ神社で神主に育てられるが、15歳のときに出雲を発って諸国を巡り、あらゆる神仏を学ぶ。信条は「神仏はみな同じ、信じた数だけ救われる」。信仰に節操が無く、仏教や神道からキリスト教、イスラム教まで信仰の対象としている。出雲襲撃の報を受けて伊佐那海を探し回って上田に至り、勇士として幸村に召し抱えられた。素手で十蔵の種子島を曲げたり、落石や橋を木っ端微塵に砕くほどの剛力。肉体もきわめて頑丈であり、クナイ程度の刃は弾き返す。素手でも戦うが、巨大な鉄棍棒を武器に使っている。
作者曰く「シスコン」。伊佐那海の言葉に弱く、彼女に危害を加えることや侮辱するものを許さない。
技： 大山鳴動（たいざんめいどう） / 六根清浄（ろっこんしょうじょう）（※様々な宗教の祈りの言葉や用語を掛け声に拳を繰り出す）
10の根源の力のうち、土に相当する。
望月六郎 / 弁丸（もちづき ろくろう / べんまる）
声 - 橘田いずみ
殿様に召し抱えられ、侍になることを目指している幼い少年。才蔵らが京都に向かう途中で道を教えるが、その道の先には仕える相手の実力を試すため、弁丸自身が幾重もの罠を仕掛けていた。元は捨て子だが、その技術と度胸が幸村に気に入られて真田十勇士の1人となってからは、名前がかぶる海野六郎と区別するため、弁丸と名付けられる。爆薬と罠を仕掛けることに長けている。手先も器用。やや毒舌。
『S』では半蔵の加盟に伴い十勇士を抜け、幸村の養子となる。最終回では真田幸村の嫡男として「真田大助」の名を賜った。
作成武器： 弁丸式機巧炸裂拳 火之迦具土（べんまるしきからくりさくれつけん・ヒノカグツチ）
10の根源の力のうち、火に相当する。
根津甚八（ねづ じんぱち）
声 - 中井和哉
徳川家康の追っ手から逃げる真田幸村らを助けた、湖賊の頭領。色黒で髭面のワイルドな風貌をしている。上田を離れていた筧十蔵を世話したことが縁で、真田十勇士に加わる。大の酒と女好きで、アナスタシアに片思いしている。自由を愛し、束縛や自分のことを勝手に決められることを何よりも嫌う。十蔵とは義兄弟の契りを交わしている。槍の扱いに長け、多節棍のようになる槍を武器に持ち、手から雷を発する能力を持つ。その威力は絶大で、十勇士数人がかりの攻撃を耐えたこともある三好清海入道を一撃で昏倒させた。相棒として黒豹（ヴェロニカ）を連れている。
技：霹靂咆哮（へきれきほうこう）
10の根源の力のうち、雷に相当する。

### 武将
真田幸村（さなだ ゆきむら）
声 - 平田広明 / 森川智之
上田城の主。訳あって、森羅万象を司る10の根源の力（土金雷火風氷水草光闇）を受け継ぐ10人の同志を集めている。無精髭を生やして着流しを着ており、キセルを吸っていることもある。普段から飄々としていて掴みどころがなく、また結構な女性好きでもあるが、相当の実力者な様子。一見軽そうな見た目や日頃の言動とは裏腹に、懐が深く、時に思慮深い策士ぶりを見せる。口もかなり達者で、鎌之助や甚八も上手くその言葉に乗せ、十勇士に加えた。破天荒な言動を六郎に諌められることも少なくない。誰を前にしても不敵な態度を崩さないが、兄、信幸に対しては書状を見ただけで表情を崩し、仮病を使ってやり過ごそうとするなど苦手としてる様子。石田三成、直江兼続とは親友である。
『S』最終回では残った十勇士と共に大阪夏の陣に参戦する。前述の『アーサーブライト』第1話では『S』最終回直後が舞台となっており、主人公・木村重成の同士として徳川軍を迎え撃った。
徳川家康（とくがわ いえやす）
声 - 石塚運昇
奇魂を探していて、そのために出雲大社に刺客を送り、徹底的に神社を焼き尽くした。自らの力を誇示するため、諸大名を京都に集めて茶会を開いたこともある。
徳川秀忠（とくがわ ひでただ）
家康の嫡子。父に対し面従腹背の態度をとる腹黒い青年。
伊達政宗（だて まさむね）
声 - 子安武人
奥州の主。銀髪。危うい均衡で保たれている世界をひっくり返すために、世の均衡を保つ奇魂の破壊を狙っていて、壱丸・弐虎を徳川に派遣したり伊佐那海を誘拐したりする等、物語各所で家康とは別に、幸村や十勇士相手に暗躍する。派手好きで活発であり、城を抜け出そうとしては片倉小十郎（声 - 稲田徹）や鬼庭綱元（声 - 松野太紀）、伊達成実らに阻止されている。長刀を武器とする。前述の派手さ、活発さとは裏腹に、幸村にも劣らない策士な一面をのぞかせることもあるが、その様や、竜を名乗りながら狸(家康)に従ってる様子から、幸村に「泥鰌」と言われている。
『S』では江戸幕府転覆と日本の簒奪を目論み、ある人物を目覚めさせる。
石田三成（いしだ みつなり）
声 - 小野大輔 / 緑川光
徳川家康のことを嫌っている豊臣派の1人。かなり若い外見をしている美丈夫。口が悪く、作者曰く「小悪魔」。
関ヶ原の戦いに敗れて徳川方に捕えられ、処刑される。
直江兼続（なおえ かねつぐ）
声 - 櫻井孝宏 / 三木眞一郎
豊臣派の1人。三成以上に口が悪く、幸村も口では彼に勝てないらしい。
真田昌幸（さなだ まさゆき）
真田幸村・真田信幸の父。上田城にいるが、政事の一切を幸村に任せている。一見すると好々爺の様に見えるが、政宗に対する言動から、幸村同様、只者では無い様子を覗かせている。
真田信幸（さなだ のぶゆき）
真田幸村の兄。沼田城城主で徳川派。弟・幸村と比べると真面目な性格で身なりもしっかりしており、幸村が数少ない苦手とする人物。真田家の将来を案じ、豊臣派の幸村を徳川派に転向させようとしている。張りのある大声の持ち主で、鎌之助を腕一本で押さえつけて正座させたり、畳を投げつけるなど腕力も強いが、政宗の口車に乗せられる等、謀略面には疎い様子。眉間に皺を寄せ、不機嫌そうな顔を浮かべることが多いが、十番勝負で死の危機に瀕してまで降参せずに戻ってきた七隈に対し「死んではこの先自分に仕えることはできない」「お前は私のそばで精進していけば良い」と言葉を掛けるなど、ただ堅物な人物ではない。
本多忠勝（ほんだ ただかつ）
徳川家康の重臣で、清海に匹敵するほどの巨漢。信幸の義理の父親。上田城十番勝負では信幸側の先鋒として出場。
小松殿（こまつどの）
信幸の妻で、忠勝の娘。薙刀を得意とする。父とは逆にかなり小柄。上田城十番勝負では信幸側の次鋒として出場。アナスタシアのお色気ぶりに辟易していた。
海野七隈（うんの ななくま）
信幸の配下で、六郎の双子の弟。容姿、能力、戦い方、ほくろの位置まで六郎にそっくりであるが、幸村に仕える兄を軽蔑している。六郎と比べるとプライドが高く、激情的な一面を持つ。幼い頃、容姿も能力も同じでありながら、「水紋の眼」が兄、六郎に発現したことで、彼の「影」として生きることを余儀なくされた経緯から、六郎に対しコンプレックスを抱いており、信幸の恥にならぬようにと、信幸にふさわしい小姓になろうと努めてきた。上田城十番勝負では信幸側の三番手として出場する。
那須与一（なすの よいち）
弓の名手と言われる下野の那須家当主。源義経に仕えた家臣「那須与一」の末裔で、当代随一と呼ばれる弓の腕前を持つ。戦いに独自の美学を持ってるようで、鎌之助の攻撃を「雑で下品」と評する一方で、十蔵の武器を「美しい」と評している。また、十番仕合終了後、十蔵と互いに頭を下げるなど礼儀正しさを持つ。クロスボウのような形状の弓を扱う。
御子神典膳（みこがみ てんぜん）
徳川家剣術指南役で、天下に聞こえた剣豪。相手の気配を察し、無心で切り捨てる「夢想剣」の使い手で、目を瞑ったままでも相手の武器を奪い、それを己の手足の如く扱う等、政宗も「敵に回したくない」と評するほどの技量の持ち主。

### 忍者
服部半蔵（はっとり はんぞう）声 - 櫻井孝宏
徳川家康の忍（恐らく年齢的に有名な二代目ではなく、その息子と思われる）。常に口元を覆面で隠した赤毛の男。実力は才蔵以上にあると思われ、独自の思想を持っている。表向きは徳川の従順な忍だが、裏から天下を支配しようと目論む、伊賀異形五人衆の頭である。
伊賀異形五人衆壊滅後は行方をくらましていたが、『S』で幸村に投降した。
最終回では徳川方に使える武将の一人として登場し、幸村たちの前に立ちはだかる。
技： 奥義 火生三昧（かしょうざんまい）
桜割（おうかつ）声 - 井上喜久子
徳川家康の忍。蛇使いで、幻術使いでもある妖艶な美女。作者曰く爆乳で、公式Twitterによれば作中で最も胸が大きい女性。アニメ版ではやや化粧が濃い。彼女の操る蛇は毒を持っており、傀儡に攻撃を与えると爆発する仕掛けになっている。四肢で相手を蛇のごとく締め上げるプロレスのような体術も使える。目的のためなら手段を択ばず、佐助から「下衆」と吐き捨てられた際には「お褒め頂き光栄ですわ」と嘯いている。
壱・弐と組んで上田を襲撃した際には佐助と対決するが、森に引きずり込まれて重傷を負わされ敗走。出雲では筧十蔵を襲い絞め殺そうとするが、心臓を打ち抜かれて死亡。その戦いぶりから、十蔵からは「覚悟ある闘士」と認められた。
技： 蟲傀儡秘儀 蛇玉繭（むしくぐつひぎ・じゃぎょくけん）
壱丸（いちまる）声 - 浅利遼太
口に覆いを当てた忍者。元々は伊達の忍で、徳川をクビにされた後に再び政宗に拾われた。伊佐那海を想っている様子だが、仕事には私情を挟まない。横暴な桜割を嫌っていた。
オマケページでは弐虎と共に主役を務める。
弐虎（にこ）声 - 赤羽根健治
顔中を包帯で巻いた忍者。壱丸と同様、伊達から徳川に派遣された忍。徳川をクビにされたあと、再び政宗に拾われた。包帯を顔に巻きつけている。巨乳好きで、アナがお気に入り。
技： 秘術 千枚刃（せんまいば）
石川五右衛門（いしかわ ごえもん）
片倉小十郎配下の忍。石川五右衛門の娘（自称）で二代目を名乗っている。石川組の総領で、小十郎のことが好き。実は女装している。
灰桜（かいおう）声 - 園崎未恵
伊賀異形五人衆の1人。蟲使いの異名を持つ妖艶な美女（原作では下半身に何も履いておらず、常時丸出し）。桜割の妹であり、顔つきは似ているが髪は短く眉も剃り落としている。男が女のために命がけで闘う姿を好み、自慰に耽る（アニメではカット）ほどの淫婦。
上田で桜割を倒した佐助と、出雲で討った筧十蔵を仇と狙う。伊佐那海を捕えて囮とし、佐助と十蔵をおびき寄せ、大量の蟲（蝶、蜘蛛、蟷螂、毒蟻など）を操って窮地に陥らせた。
原作漫画では伊佐那海の闇解放に飲み込まれてしまったが、アニメでは巻き添えを喰らうことも無く戦闘を続け、佐助と十蔵に殺害されている。
その後『S』にて無事に逃げおおせたことが明かされ、アナを除いた4人で徳川軍を襲撃する。前髪を下ろし、衣装は更に露出度が高くなった。半蔵に枝垂れ込んで甘えているが、彼からはそっけない扱いを受けている。途中でスサノオが出現したため半蔵から撤退命令が下され、朽葉により無理矢理本拠地に帰還させられた。
技： 伊賀亜流操蟲術 千極蟷螂（いがありゅうそうちゅうじゅつ・せんごくどうろう） / 伊賀亜流操蟲術 蛛霰弾（しゅさんだん）
白群（びゃくぐん）声 - 本田貴子
伊賀異形五人衆の1人。外見は小柄な少女だが、自らの数十倍はある鉄球や岩を軽々と持ち上げる怪力の持ち主。清海と弁丸を襲う。体中にお札が貼ってあり、それが外れると途端に筋骨隆々の大人の姿に成長する。清海以上のパワーで二人を圧倒するが、弁丸の新発明「火具土」を装着した清海の渾身の一撃の前に消し飛ばされた。
その後『S』にて存命が明かされ、灰桜や朽葉と共に徳川軍を翻弄させた。
朽葉（くちば）声 - 鳥海浩輔
伊賀異形五人衆の1人。黒衣で全身を覆った幻術使いで、幸せを感じるような幻術をかけて対象の意識を永遠に奪い、死に至らせる。強力な幻術で鎌之介を翻弄したが、最後はバラバラに切り裂かれてしまった。
しかし『S』では逃走に成功したことが明かされ、半蔵に従い徳川軍を撹乱させた。途中で撤退命令が出されたことにより、灰桜と白群を連れ本拠地に帰参する。
技： 伊賀亜流忍術 血奉（ちまつり）
露（つゆ）
伊賀で摩利包丁の手入れを行っている美女。アナスタシアに負けず劣らずのプロポーションと露出度の高い忍び装束が特徴。『S』冒頭で才蔵に修繕した摩利包丁を手渡した。
出雲阿国（いずものおくに）
出雲の踊り巫女を名乗る巨乳美女。信幸に雇われ十番勝負に出る。仕込みヨーヨー（のような暗器）が武器。
出雲大社復興を呼びかけていたが伊佐那海とは全く面識が無く、その正体は単なる詐欺師で、「出雲阿国」の名すら偽り（本物の阿国は別にいる）であることが判明した。伊佐那海に正体を暴かれたため舞勝負を放棄して肉弾戦を挑むも、武器を弾き飛ばされて気圧され、戦意を喪失する。
風魔小太郎（ふうまこたろう）
元は北条氏の配下だったが、今は流れ者。伊達政宗に雇われて十番勝負に参戦し、佐助と戦う。
黒脛巾組（くろはばきぐみ）
政宗が伊佐那海の中に眠るイザナミノミコトを覚醒させ、黄泉の国から呼び寄せた黄泉醜女。と言っても外見は豊満な美女の姿（イザナミ曰く「妾の可愛い黄泉醜女」）をしており、ボンデージ姿をしてマスクで口元を覆っている。短刀を逆手持ちにして戦い、一人一人の戦闘力はさして高くなく半蔵や才蔵に軽く切り伏せられる程度であるが、無数で纏わりついて地の底に引きずり込むことで相手を黄泉路に引きずり落とす術を有する。黄泉の世界の住民（ゾンビのようなもの）のためどんな怪我を負っても即座に再生してしまい、イザナミの力によりプラナリアの様に分裂して増殖する。決して死ぬことが無いが、霊的な力を持った攻撃を受け続けると黄泉に強制的に還らされる。知能はあまり高くないようで、「キヒヒ」としか話せない。

## 用語
真田十勇士（さなだじゅうゆうし）
真田幸村が集めた10人の強者。
奇魂（くしみたま）
伊佐那海が神主から託された物。奇妙な力が宿っているらしい。
伊賀異形五人衆（いがいぎょうごにんしゅう）
5つの忍技（神速、剛力、幻惑、妖術、冷酷）を操る、忍者を抹殺するために結成された忍者。かつてはアナスタシアも、このメンバーだった。

## 書誌情報

### 単行本
- 霜月かいり 『BRAVE10（ブレイブ・テン）』メディアファクトリー〈MFコミックス〉、全8巻
  1. 2007年03月23日発売 ISBN 978-4-8401-1685-5
  2. 2007年09月22日発売 ISBN 978-4-8401-1949-8
  3. 2008年03月22日発売 ISBN 978-4-8401-2208-5
  4. 2008年09月22日発売 ISBN 978-4-8401-2271-9
  5. 2009年03月23日発売 ISBN 978-4-8401-2541-3
  6. 2009年10月23日発売 ISBN 978-4-8401-2922-0
  7. 2010年05月22日発売 ISBN 978-4-8401-3321-0
  8. 2011年01月22日発売 ISBN 978-4-8401-3742-3
- 霜月かいり『BRAVE10 S（ブレイブ・テン・スパイラル）』 KADOKAWA/メディアファクトリー 〈MFコミックス ジーンシリーズ〉、全9巻
  1. 2011年12月27日発売 ISBN 978-4-8401-4088-1
  2. 2012年05月26日発売 ISBN 978-4-8401-4476-6
  3. 2012年12月27日発売 ISBN 978-4-8401-4776-7
  4. 2013年07月27日発売 ISBN 978-4-8401-5093-4
  5. 2014年02月27日発売 ISBN 978-4-04-066287-9
  6. 2014年10月27日発売 ISBN 978-4-04-066888-8
  7. 2015年04月27日発売 ISBN 978-4-04-067504-6
  8. 2015年10月27日発売 ISBN 978-4-04-067834-4
  9. 2016年03月26日発売 ISBN 978-4-04-068231-0
- 霜月かいり『BRAVE10 〜戯〜（ブレイブ・テン・たわむれ）』 KADOKAWA 〈MFコミックス ジーンシリーズ〉、全1巻
  - 2017年03月27日発売 ISBN 978-4-04-069096-4
- 霜月かいり『BRAVE10 〜暁〜（ブレイブ・テン・あかつき）』 KADOKAWA〈MFコミックス ジーンシリーズ〉、全1巻
  - 2020年08月27日発売 ISBN 978-4-04-064864-4

## テレビアニメ
2012年1月から3月まで、独立局ほかにて放送された。ストーリーは概ね原作に準拠しているが、原作の特徴であったアナスタシアや桜割などのヌードシーンをはじめとした性的表現は全面的にカット若しくは裸体ではなく衣服を着用した描写へと大幅に変更された。このため雰囲気自体は原作とは全く違うオリジナル作品となっている。

### スタッフ
- 原作 - 霜月かいり（メディアファクトリー「月刊コミックジーン」連載中）
- 監督 - 佐山聖子
- シリーズ構成 - 池田眞美子
- キャラクターデザイン・総作画監督 - 番由紀子
- アクション監修 - 南伸一郎
- 武器設定 - 村松尚雄
- 動物設定 - 増田敏彦
- 美術監督 - 渡辺幸浩
- 美術設定 - 児玉陽平
- 色彩設計 - 川上善美
- 撮影監督 - 設楽希
- 編集 - 森田清次
- 音響監督 - 本山哲
- 音楽 - 長岡成貢
- プロデューサー - 宮本秀晃、河本紗知、梅田ノリカツ
- アニメーション制作 - スタジオさきまくら
- 製作 - トムス・エンタテインメント、メディアファクトリー、青二エンターテインメント、高尾

### 主題歌
オープニングテーマ
「精霊飛来」（第1話、第2話、第4話 - 第6話、第8話 - 第11話）
作詞・作曲 - koujin、gennbu、sayroo / 編曲 - koujin、taka / 歌 - 小野大輔&柿原徹也
第12話はOP曲が無いため未使用。
「天下を躍る」（第3話、第7話）
作詞・作曲 - koujin、gennbu、sayroo / 編曲 - koujin、taka / 歌 - 森川智之&神谷浩史
エンディングテーマ「艶男。-adeosu-」
作詞・作曲 - 福助。 / 編曲・歌 - ADAPTER。

### 各話リスト
| 話数     | サブタイトル | 脚本       | 絵コンテ   | 演出       | 作画監督                                                |
| -------- | ------------ | ---------- | ---------- | ---------- | ------------------------------------------------------- |
| 其之壱   | 運命のふたり | 池田眞美子 | 佐山聖子   | 佐山聖子   | 鶴田仁美                                                |
| 其之弐   | 闇と光       | 横手美智子 | 佐山聖子   | 佐藤清光   | 山田裕子、佐々木睦美                                    |
| 其之参   | 旋風の谷     | 池田眞美子 | 大地丙太郎 | 村上貴之   | 河野真貴、米本奈苗（原画作監） 森田実（レイアウト作監） |
| 其之四   | 神々の魂     | 広田光毅   | 西本由紀夫 | 山口頼房   | 中村純子、高橋賢                                        |
| 其之伍   | 竜の懐       | 横手美智子 | 佐山聖子   | 小野田雄亮 | 吉田尚人                                                |
| 其之六   | 大山鳴動     | 広田光毅   | 佐山聖子   | 佐山聖子   | 鶴田仁美、江森真理子                                    |
| 其之七   | 剣と扇       | 広田光毅   | 大地丙太郎 | 矢花馨     | 佐々木睦美、竹森由加                                    |
| 其之八   | 勇士誕生     | 池田眞美子 | 西本由紀夫 | 村上貴之   | 五十内裕輔                                              |
| 其之九   | 氷の素顔     | 横手美智子 | 佐山聖子   | 森宮崇佳   | 松浦里美、石川健介 高橋賢、飯飼一幸 高原修司            |
| 其之拾   | 惨劇の幕開け | 広田光毅   | 佐山聖子   | 吉田りさこ | 薄谷栄之、米本奈苗 河野真貴                             |
| 其之拾壱 | 闇の慟哭     | 横手美智子 | 佐山聖子   | 佐山聖子   | 江森真理子、村上真紀 佐々木睦美                         |
| 其之拾弐 | 光の勇士     | 池田眞美子 | 佐山聖子   | 佐山聖子   | 米本奈苗、北沢典子 竹森由加、飯飼一幸 竹田逸子          |

### 放送局
| 放送地域 | 放送局             | 放送期間                | 放送日時                     | 放送系列           | 備考             |
| -------- | ------------------ | ----------------------- | ---------------------------- | ------------------ | ---------------- |
| 東京都   | TOKYO MX           | 2012年1月8日 - 3月25日  | 日曜 2:00 - 2:30（土曜深夜） | 独立局             |                  |
| 神奈川県 | tvk                | 2012年1月8日 - 3月25日  | 日曜 2:00 - 2:30（土曜深夜） | 独立局             |                  |
| 兵庫県   | サンテレビ         | 2012年1月10日 - 3月27日 | 火曜 0:35 - 1:05（月曜深夜） | 独立局             |                  |
| 埼玉県   | テレ玉             | 2012年1月10日 - 3月27日 | 火曜 1:05 - 1:35（月曜深夜） | 独立局             |                  |
| 千葉県   | チバテレビ         | 2012年1月11日 - 3月28日 | 水曜 2:00 - 2:30（火曜深夜） | 独立局             |                  |
| 愛知県   | テレビ愛知         | 2012年1月11日 - 3月28日 | 水曜 2:30 - 3:00（火曜深夜） | テレビ東京系列     |                  |
| 日本全域 | DMM                | 2012年1月11日 - 3月28日 | 水曜 10:00 更新              | インターネット配信 |                  |
| 日本全域 | ShowTime           | 2012年1月11日 - 3月28日 | 水曜 12:00 更新              | インターネット配信 |                  |
| 日本全域 | バンダイチャンネル | 2012年1月11日 - 3月28日 | 水曜 12:00 更新              | インターネット配信 |                  |
| 日本全域 | ムービースクエア   | 2012年1月11日 - 3月28日 | 水曜 12:00 更新              | インターネット配信 |                  |
| 日本全域 | ニコニコチャンネル | 2012年1月11日 - 3月28日 | 水曜 23:00 更新              | インターネット配信 |                  |
| 日本全域 | アニマックス       | 2012年1月12日 - 3月29日 | 木曜 22:00 - 22:30           | CS/BS放送          | リピート放送あり |
| 日本全域 | BS11               | 2012年1月14日 - 3月31日 | 土曜 0:00 - 0:30（金曜深夜） | BSデジタル放送     | 『ANIME+』枠     |
| 日本全域 | GYAO!              | 2012年1月19日 - 4月5日  | 木曜 0:00 更新（水曜深夜）   | インターネット配信 |                  |
| 京都府   | KBS京都            | 2015年4月4日 - 6月20日  | 土曜 1:00 - 1:30（金曜深夜） | 独立局             |                  |

### 関連商品

#### BD / DVD
2012年3月21日から発売。発売元、販売元はメディアファクトリー。各巻の特典としてキャストオーディオコメンタリーが収録、番由紀子による描き下ろしジャケット、プロモーション映像、特製リーフレットが同梱されている。各初回生産限定盤のジャケットは霜月かいりによる描き下ろし三方背特製BOXになっている。
封入特典として奇数巻にスペシャルドラマCD、偶数巻にゆーぽん（ニトロプラス）による描き下ろしラバーストラップが同梱されている。また、第1巻にはイベントチケット優先販売申込券も同梱されている。第2巻には2011年12月30日に両国KFCホールで開催された『「柿原徹也・森川智之のBRAVE10 on the radio」公開録音&第1話上映会』のトークパートダイジェスト映像が収録されている。
| 巻数 | 発売日        | 収録話          | 規格品番  | 規格品番  |
| 巻数 | 発売日        | 収録話          | BD        | DVD       |
| ---- | ------------- | --------------- | --------- | --------- |
| 1    | 2012年3月21日 | 第1話 - 第2話   | ZMXZ-7731 | ZMBZ-7741 |
| 2    | 2012年4月25日 | 第3話 - 第4話   | ZMXZ-7732 | ZMBZ-7742 |
| 3    | 2012年5月23日 | 第5話 - 第6話   | ZMXZ-7733 | ZMBZ-7743 |
| 4    | 2012年6月25日 | 第7話 - 第8話   | ZMXZ-7734 | ZMBZ-7744 |
| 5    | 2012年7月25日 | 第9話 - 第10話  | ZMXZ-7735 | ZMBZ-7745 |
| 6    | 2012年8月29日 | 第11話 - 第12話 | ZMXZ-7736 | ZMBZ-7746 |

#### CD
| 発売日        | タイトル                              | 規格品番  |
| ------------- | ------------------------------------- | --------- |
| 2012年2月22日 | 精霊飛来                              | ZMCZ-7717 |
| 2012年2月22日 | BRAVE10 ドラマCD Vol.1 『風花の狂宴』 | ZMCZ-7761 |
| 2012年4月25日 | BRAVE10 ドラマCD Vol.2 『異国異聞録』 | ZMCZ-7762 |

### WEBラジオ
『柿原徹也・森川智之の BRAVE10 on the radio』は、2011年12月から超!A&G+とHiBiKi Radio Stationで配信されているラジオ番組である。第21回（最終回）は2012年4月28日に配信された。パーソナリティは柿原徹也と森川智之。
DVD＋モバコンでパッケージ化され、スタジオ収録風景やおまけコーナーなどを映像として収録している。
| Vol            | 発売日        | 予約特典                                     | 規格品番      | 規格品番        | 購入特典                                           |
| Vol            | 発売日        | 予約特典                                     | DVD＋モバコン | DVD＋モバコンHQ |                                                    |
| -------------- | ------------- | -------------------------------------------- | ------------- | --------------- | -------------------------------------------------- |
| 1 - 予約特典付 | 2012年1月27日 | 番組オリジナルトレーディングフォト- セット.1 | CTVR-900040   | CTVR-900057     | ×なし                                              |
| 1 - 通常版     | 2012年1月27日 | ×なし                                        | CTVR-309942   | CTVR-309959     | ×なし                                              |
| 2 - 予約特典付 | 2012年2月24日 | 番組オリジナルトレーディングフォト- セット.2 | CTVR-900064   | CTVR-900071     | イベント参加応募券                                 |
| 2 - 通常版     | 2012年2月24日 | ×なし                                        | CTVR-309966   | CTVR-309973     | イベント参加応募券                                 |
| 3 - 予約特典付 | 2012年5月18日 | 番組オリジナルトレーディングフォト- セット.3 | CTVR-900088   | CTVR-900095     | 番組オリジナル携帯ストラップ: 佐助と幸村（非売品） |
| 3 - 通常版     | 2012年5月18日 | ×なし                                        | CTVR-309980   | CTVR-309997     | 番組オリジナル携帯ストラップ: 佐助と幸村（非売品） |
| 4 - 予約特典付 | 2012年8月8日  | 番組オリジナルトレーディングフォト- セット.4 | CTVR-900101   | CTVR-900118     | 番組オリジナルフィギュア(1)（非売品）              |
| 4 - 通常版     | 2012年8月8日  | ×なし                                        | CTVR-900002   | CTVR-900019     | 番組オリジナルフィギュア(1)（非売品）              |
| 5 - 予約特典付 | 2012年8月8日  | 番組オリジナルトレーディングフォト- セット.5 | CTVR-900125   | CTVR-900132     | 番組オリジナルフィギュア(2)（非売品）              |
| 5 - 通常版     | 2012年8月8日  | ×なし                                        | CTVR-900026   | CTVR-900033     | 番組オリジナルフィギュア(2)（非売品）              |

## モバイル
NECビッグローブのスマートフォン向けアプリのカードコレクションゲーム『嫁コレ』に参加している。撮り下ろしボイスが用意されている。

## 舞台

### 公演リスト
舞台『BRAVE10』
2017年6月28日から7月2日に全労済ホール/スペース・ゼロにて上演された。
脚本・演出・映像はヨリコジュンが務めた。
舞台『BRAVE10 燭〜ともしび〜』
2018年7月26日から7月29日になかのZERO 大ホールで上演された。
脚本・演出・映像はヨリコジュンが務めた。
舞台『BRAVE10 昇焉〜しょうえん〜』
2020年9月19日から9月27日にところざわサクラタウン ジャパンパビリオン・ホールAで上演された。
脚本・演出・映像はヨリコジュンが務めた。

### キャスト
|                     | 初演         | 燭           | 昇焉                  |
| ------------------- | ------------ | ------------ | --------------------- |
| 霧隠才蔵            | 中村優一     | 中村優一     | 中村優一              |
| 伊佐那海            | 礒部花凜     | 伊藤優衣     | 伊藤優衣              |
| 真田幸村            | 伊万里有     | 伊万里有     | 鵜飼主水              |
| 海野六郎            | 宮城紘大     | 宮城紘大     | 宮城紘大              |
| アナスタシア        | 護あさな     | 護あさな     | 護あさな              |
| 由利鎌之介          | 櫻井圭登     | 辻諒         | 辻諒                  |
| 猿飛佐助            | 北川尚弥     | 大崎捺希     | 大崎捺希              |
| 筧十蔵              | 鷲尾修斗     | 鷲尾修斗     | 佐藤弘樹              |
| 三好清海            | 新井將       | 新井將       | 新井將                |
| 弁丸                | 篠原立       | 篠原立       | 奥井那我人            |
| 根津甚八            | 小波津亜廉   | 小波津亜廉   | 小波津亜廉            |
| 服部半蔵            | 遊馬晃祐     | 遊馬晃祐     | 遊馬晃祐              |
| 伊達政宗            | 小坂涼太郎   | 小坂涼太郎   | 小坂涼太郎            |
| 壱丸                | 松田一希     | 松田一希     | 松田一希              |
| 弐虎                | 喜多野章太郎 | 喜多野章太郎 | 喜多野章太郎          |
| 石川五右衛門        | 立道梨緒奈   | -            | -                     |
| 海野七隈            | -            | 宮城紘大     | -                     |
| 石田三成            | -            | 葉山昴       | -                     |
| 直江兼続            | -            | 和合真一     | -                     |
| 万華                | -            | 田上真里奈   | -                     |
| 千華                | -            | 高橋紗妃     | -                     |
| 真田信幸            | -            | 寿里         | -                     |
| 百                  | -            | 田中稔彦     | 田中稔彦 （声の出演） |
| 徳川秀忠            | -            | 末野卓磨     | 末野卓磨              |
| スサノオ            | -            | -            | 高本学                |
| 綿津見 （ワダツミ） | -            | -            | 苅羽悠                |

アンサンブル （初演）
スガマサミ、松田一希、喜多野章太郎、及川崇治、日向智法、加納義広、松村凌太郎
アンサンブル （燭〜ともしび〜）
スガマサミ、及川崇治、守上慶人（PADMA）、福本泰祐（PADMA）、三宅綾子（PADMA）、朝比奈叶羽、角田悠
アンサンブル （昇焉～しょうえん～）
及川崇治、大塚晋也、髙木俊輔、林宏樹、沓掛龍一、朝比奈叶羽、アレン